# Kain und Abel (Roman)
Kain und Abel (Kane and Abel) ist ein Roman des britischen Autors Jeffrey Archer aus dem Jahr 1979. Auf Deutsch erschien der Roman in der Übersetzung durch Ilse Winger erstmals 1981 im Paul Zsolnay Verlag.
Das Buch wurde 1979 im Vereinigten Königreich und im Februar 1980 in den Vereinigten Staaten veröffentlicht und verkaufte sich in der ersten Woche über eine Million Mal, was zu einem internationalen Erfolg führte. Es erreichte Platz 1 auf der New York Times-Bestsellerliste. Bis 2009 wurden weltweit etwa 34 Millionen Exemplare verkauft.
Ein Fortsetzungsroman, The Prodigal Daughter, hat Abels Tochter Florentyna als Hauptfigur.
Im Jahr 2003 belegte Kain und Abel Platz 96 in der BBC-Umfrage „The Big Read“. Kane & Abel gehört zu den meistverkauften Büchern weltweit und hat ähnlich viele Exemplare verkauft wie To Kill a Mockingbird und Gone with the Wind.

## Handlung
Die Handlung ist in Teilen nicht nachvollziehbar: Der Zusammenhang/die Verbindung/die Feindschaft zwischen Kain und Abel kommt nicht zum Ausdruck und der Enkel William und das Silberband als dessen Geschenk an Abel bleiben völlig unverständlich.
Kain und Abel erzählt die Geschichte zweier verschiedener Leben. Kain erfährt während seines Studiums in Harvard, dass sein Taufpate Henry seine Mutter betrogen hat und seine wahre Identität Vitorio Tossana ist. Dies führt zum Tod seiner Mutter und dazu, dass Kain Henry aus seinem Herrenhaus wirft.
Auf der anderen Seite wird Abel Rosnovski von einer Familie von Tierfängern im Wald aufgezogen und ist für seine Intelligenz bekannt. Er wird von einem Baron eingeladen, auf seinem Schloss zu wohnen, aber es wird während des Ersten Weltkriegs von den Deutschen besetzt und der Baron wird getötet. Abel zieht nach Sibirien, flieht in die Türkei und emigriert nach Amerika.
In Amerika arbeitet Abel als Kellner in einem Hotel und studiert Wirtschaft. Während der Großen Depression begeht der Besitzer des Hotels Selbstmord und hinterlässt das Eigentum Abel. Abel benennt das Hotel in Baron um und geht eine Partnerschaft mit dem Politiker Henry Osborne ein.
Die Kinder von Abel und Kain verlieben sich und heiraten, ohne von der Feindschaft ihrer Väter zu wissen. Während Kain und Abel weiterhin Feinde bleiben, sind sie sich nicht bewusst, wie sie das Leben des anderen beeinflussen. Die Geschichte endet mit Abels Tod und seinem Enkel William, der ihm das Silberband schenkt, das ihn einst als Baron auszeichnete. Diese Geschichte hinterfragt tiefgehend die Komplexität menschlicher Motivation, Täuschung und Versöhnung.